# Adesmia pinifolia
Adesmia pinifolia är en ärtväxtart som beskrevs av William Jackson Hooker och George Arnott Walker Arnott. Adesmia pinifolia ingår i släktet Adesmia och familjen ärtväxter. Inga underarter finns listade i Catalogue of Life.

## Bildgalleri

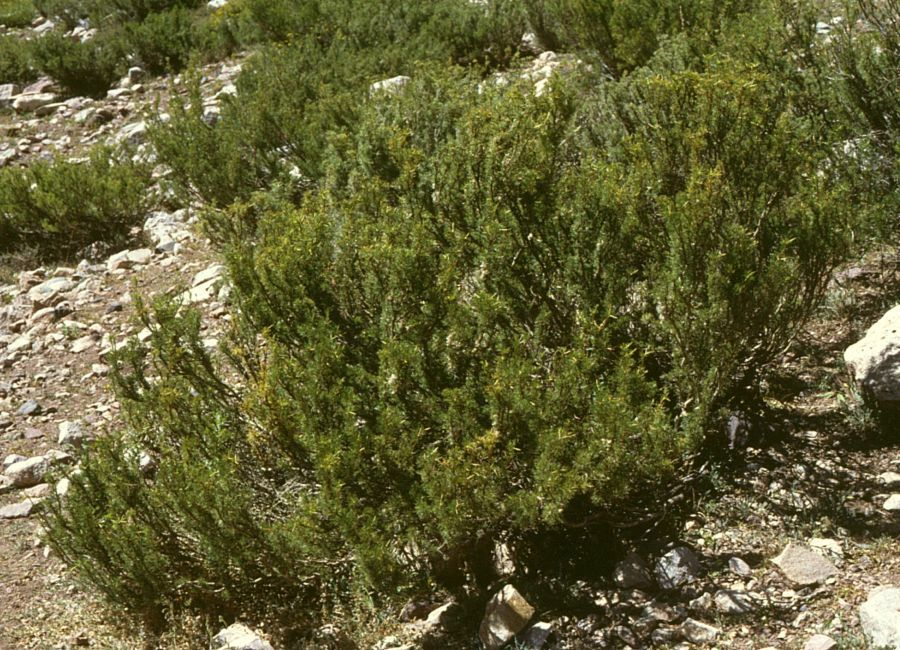
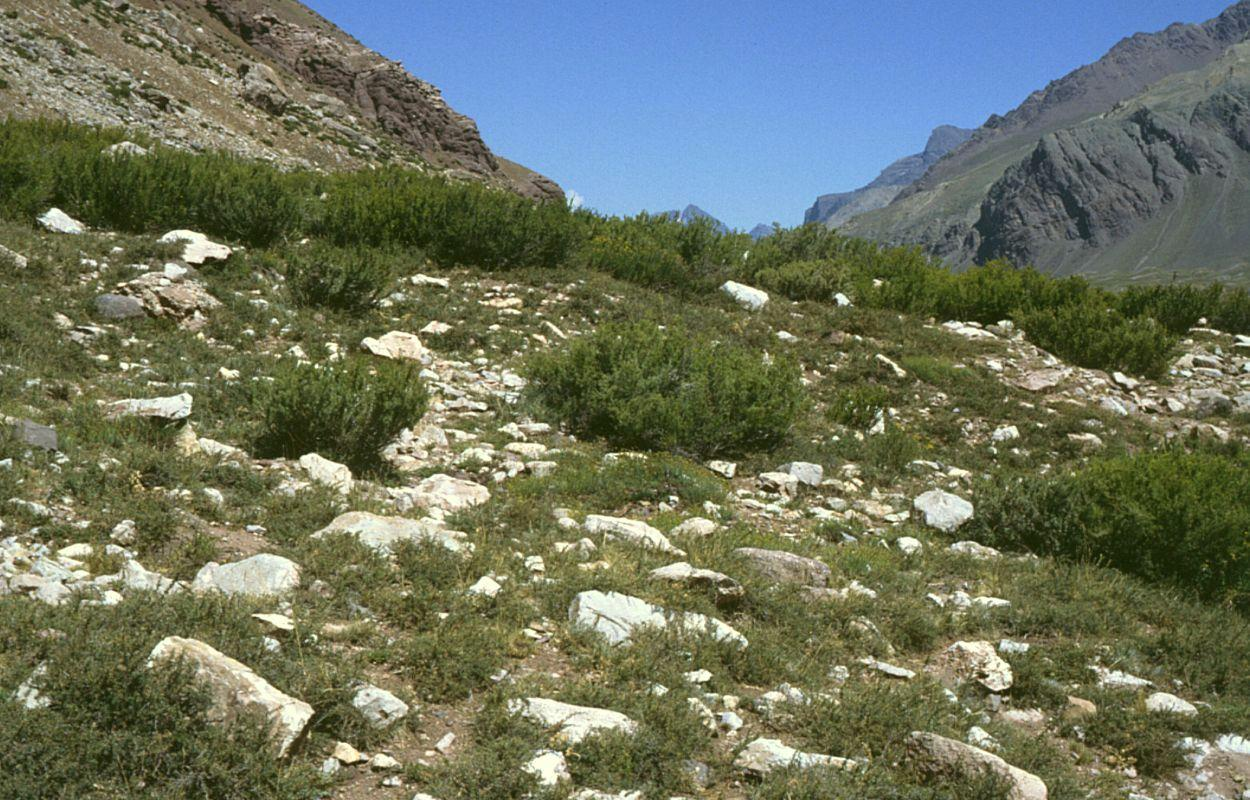